# Gurmatkal
Gurmatkal är en ort i Indien.   Den ligger i distriktet Yadgir och delstaten Karnataka, i den centrala delen av landet, 1 300 km söder om huvudstaden New Delhi. Gurmatkal ligger 594 meter över havet och antalet invånare är 18 236.
Terrängen runt Gurmatkal är lite kuperad. Runt Gurmatkal är det ganska tätbefolkat, med 207 invånare per kvadratkilometer. Närmaste större samhälle är Nārāyanpet, 17,3 km sydost om Gurmatkal. Trakten runt Gurmatkal består till största delen av jordbruksmark.